# Абдула Йоджалан
Абдула Йоджалан (на кюрдски: Abdullah Öcalan, на турски: Abdullah Öcalan) е кюрд, лидер на Кюрдската работническа партия от нейното създаване до 1999 година, когато е заловен от властите на Турция.

## Биография
Роден е на 4 април 1948 г. в село Йомерли, вилает Шанлъурфа, (Турция). В периода между 1971 и 1974 година следва във факултета по политически науки в Анкара.

### Политика
През 1974 г. Йоджалан създава партия, която през 1978 година с национални пристрастия се формира във „Работническа партия на Кюрдистан“. През 1980 година се укрива в Сирия, където се подпомага от държавните институции на страната, през 1984 година започва борба срещу Турция за независим Кюрдистан.
До 1998 г., Йоджалан живее в Дамаск, Сирия, но под натиска на Анкара сирийските власти прогонват Йоджалан, след което прави неуспешни опити да отиде в Русия, Гърция и Италия. На 15 януари 1999 г. е арестуван в Кения от турските тайни служби след перфектно организирана операция зад граница. Осъжда се за държавна измяна и за отговорност за смъртта на над 30 хиляди души, след което е осъден на смърт. Поради отмяната на смъртното наказание от Конституцията на Република Турция, смъртното наказание е превърнато в доживотен затвор, което излежава на остров Имралъ на Мраморно море в Турция.